# 1852 aux échecs
| Années des échecs : 1849 - 1850 - 1851 - 1852 - 1853 - 1854 - 1855    |
| Décennies des échecs : 1820 - 1830 - 1840 - 1850 - 1860 - 1870 - 1880 |

Cet article présente les faits marquants de l'année 1852 aux échecs.

## Matchs formels
- Elijah Williams - Augustus Mongredien 4-0 =1er janvier 1852 Londres[1]
- Elijah Williams - Georges Medley 4-0 =1er janvier 1852 Londres[2]
- Elijah Williams - Bernhard Horwitz 5-3 =9 Fevrier-Avril 1852 Londres[3],[4]

## Matchs amicaux
- Charles Henry Stanley - Pierre de Saint Amand 4-4 New York Septembre 1852[5]
- Frederick Deacon - Carl Mayet 5-2 Allemagne 1852[6]
- La Toujours Jeune est jouée à Berlin entre Adolf Anderssen et Jean Dufresne[7].

## Divers
Le club d'échecs de Brooklyn est fondé.

## Naissances
- Max Judd
- Leonardo Torres y Quevedo (28 décembre), inventeur de la première machine à jouer aux échecs, notamment capable de résoudre la finale Roi contre Roi et tour[7].